# دانيال ويستون
دانيال ويستون (11 مارس 1983 في أستراليا - ) (بالإنجليزية: Daniel Weston)‏ هو لاعب كريكت أسترالي. شارك مع منتخب ألمانيا الوطني للكريكت.

## وصلات خارجية
- دانيال ويستون على موقع إي آس بي آن كريك إنفو (الإنجليزية)